# 不管部长
不管部长（英語：Minister without Portfolio，意为“没有部门的部长”），或稱無任所閣員，在君主制國家下又稱為不管部大臣、無任所大臣，是一種政府高階或內閣級官員職位。
不管部長常出現於議會制或半總統制國家，主要負責權責橫向、並非單一部門能夠承擔的政務。在那些非多黨聯合政府所管理的行政机构中，特別是總統制國家（例如美國），這個職位並不常見。有些國家的不管部長的權力較一般的部長大，如中華人民共和國的國務委員。曾經一段時間，英國首相委派不管部大臣專責處理北愛爾蘭事務。

## 各地狀況

### 澳大利亞
- 史坦利·墨爾本·布魯斯——前總理

### 孟加拉国
孟加拉國在內閣重組或任命新成員時會產生不管部長，通常這是政黨聯合協商的結果，所有的長期不管部長最後都會被任命為一個實際的部長。
現任不管部長任命於2011年11月28日：
- 蘇蘭吉特·申格烏塔（英语：Suranjit Sengupta）[2]
- Obaidul Kader

### 保加利亞
- 博吉達爾·迪米特洛夫（英语：Bozhidar Dimitrov）

### 中華人民共和國
中華人民共和國相当于不管部長的职务為國務委員，但事实上国务委员常兼任部长职务。国务委员一职置於國務院之下，行政待遇与副总理同级，只是职权稍小，权位和排名都列在副总理之后，但在各部委首长之前。在2023年建立的李強政府中，国务院僅有谌贻琴1名既非秘书长又不管部的国务委员。

### 香港
- 1997年7月1日前香港行政局非官守議員列表
- 1997年7月1日後香港行政會議成員列表

### 日本
- 無任所大臣 (日本)（日语：無任所大臣 (日本)）；現在另有功能更細的內閣府特命擔當大臣。

### 新加坡
新加坡的不管部長稱為總理公署部長；置於總理公署，其官职与各部會首长同级。

### 中華民國（臺灣）
中華民國的不管部長稱為政務委員，置於行政院之下，其官职与各部會首长同级。英译「Cabinet Minister」。

### 土耳其
- 圖爾汗·費齊奧盧

### 英國
- 不管部部長，列席英国内阁的非閣員、駐內閣辦公室，擔任者常為執政黨黨主席。
- 蘭加斯特公爵領地事務大臣，正式內閣成員，並且有些微與蘭加斯特公國有關的職責。